# Teorema de Kolmogórov-Arnold-Moser
El teorema de Kolmogórov–Arnold–Moser o teorema KAM es un resultado de sistemas dinámicos sobre la persistencia de movimientos cuasiperiódicos. Este teorema resuelve parcialmente el problema de los divisores pequeños (que origina problemas de convergencia en sistemas con múltiples frecuencias). El teorema explica cómo se modifica el aspecto de las trayectorias de un sistema integrable bajo pequeñas perturbaciones.

## Introducción
El movimiento en un sistema integrable está confinado a una [hiper]superficie toroidal. Diferentes condiciones iniciales del sistema originan diferentes toros en el espacio fásico. Que las trayectorias de un sistema integrable de dimensión n están confinadas a hipersuperficies de tipo {\displaystyle \mathbb {T} ^{n}} pueden deducirse del tratamiento de las variables acción-ángulo, al existir n variables "ángulo" periódicas.
El teorema KAM establece que, si un sistema está sometido a una pequeña perturbación no lineal, algunos toros serán deformados y otros destruidos. Los que sobreviven son aquellos que tienen un cociente de frecuencias suficientemente irracional. Es decir, se destruyen aquellos cuyo cociente de frecuencias se acerca más a un número racional, dados por la relación

{\displaystyle \left\vert {\frac {\omega _{2}}{\omega _{1}}}-{\frac {m}{s}}\right\vert >{\frac {k(\epsilon )}{\sqrt {s}}}}

Con {\displaystyle k(\epsilon \rightarrow 0)\rightarrow 0}.
El último toro en destruirse es el más irracional de todos (el que guarda mayor semejanza con el número áureo). Informalmente el teorema establece que:

"Para perturbaciones suficientemente pequeñas, casi todos los toros invariantes se preservan [en el sistema perturbado] (excluyendo aquellos con vectores de frecuencia racionales)"